# Eklora, Aurad
Eklora là một làng thuộc tehsil Aurad, huyện Bidar, bang Karnataka, Ấn Độ.